# تیلور بلک
تیلور بلک (نام خانوادگی گیلدرسلیو) بازیگر آمریکایی، فارغ‌التحصیل دانشگاه کلمبیا، تهیه‌کننده و مدل است. او برای اولین نقش اصلی خود به عنوان سیدنی هریس در درام روزانه شرکت پخش رسانه‌ای آمریکا تمام فرزندانم و به عنوان دختر سابق نیویورک نوجوان ایالات متحده شناخته می‌شود. او به‌طور حرفه ای با نام تیلور بلک شناخته می‌شود و مالک مشترک یک شرکت خلاق چند رشته‌ای مستقر در لس آنجلس با نام Black Tandem است.
او به تازگی کار با بیمارستان کودکان لس آنجلس را آغاز کرده‌است و حامی باغ‌های گیاه‌شناسی گانا والسکا در مونتسیتو، کالیفرنیا است.

## فیلم‌شناسی

### فیلم
| سال  | عنوان                    | نقش          | یادداشت |
| ---- | ------------------------ | ------------ | ------- |
| ۲۰۱۳ | خوابیدن با ماهی‌ها        | تابستان      |         |
| ۲۰۱۴ | آنفلوانزا                | بث           |         |
| ۲۰۱۴ | باباهای شکر              | کارا جونز    |         |
| ۲۰۱۷ | معتاد                    | کریستین      |         |
| ۲۰۱۸ | نگاه بزرگ                | ادی          |         |
| ۲۰۱۹ | یک روز بارانی در نیویورک | دانا         |         |
| ۲۰۲۰ | بانکدار                  | سوزی اشتاینر |         |

### تلویزیون
| سال       | عنوان                           | نقش            | یادداشت                    |
| --------- | ------------------------------- | -------------- | -------------------------- |
| ۲۰۰۵–۲۰۰۶ | تمام فرزندانم                   | سیدنی هریس     | نقش تکراری، ۳۸ قسمت        |
| ۲۰۰۸      | قانون و نظم                     | لورن کلیبورن   | فصل ۱۹، قسمت ۶             |
| ۲۰۱۰      | ۳۰ سنگ                          | آرچریا         | فصل ۴ قسمت ۱۰              |
| ۲۰۱۰      | یک زندگی برای زندگی کردن        | لیا والاریا    | ۲ قسمت                     |
| ۲۰۱۰      | دختر شایعه پراکنی               | تیفانی         | فصل ۴، قسمت ۱              |
| ۲۰۱۲      | نیویورک ۲۲                      | ساشا           | فصل ۱، قسمت ۸              |
| ۲۰۱۲      | شخص مورد علاقه                  | گابی           | فصل ۲، قسمت ۳              |
| ۲۰۱۳–۲۰۱۴ | هی دختر                         | کریستینا       | نقش تکرار شونده            |
| ۲۰۱۴      | فراموش نشدنی                    | آنا مک گرو     | فصل ۳، قسمت ۲              |
| ۲۰۱۵      | جوخه مرگ Cheerleader            | کیپی کوک       | خلبان تلویزیون فروخته نشده |
| ۲۰۱۵      | یک انتخاب بد                    | لورا گورمن     | فصل ۱، قسمت ۶              |
| ۲۰۱۶      | ضربان مرده                      | جین            | فصل ۳، قسمت ۴              |
| ۲۰۱۶      | به جانور غذا بدهید              | لورا ماهونی    | فصل ۱، قسمت ۴              |
| ۲۰۱۷      | ذهن‌های جنایتکار: فراتر از مرزها | لورن بارت      | فصل ۲ قسمت ۴               |
| ۲۰۱۷      | نیمه شب، تگزاس                  | جینا           | فصل ۱، قسمت ۲–۴            |
| ۲۰۱۸      | لوسیفر                          | دره‌های مه آلود | فصل ۳ قسمت ۱۱              |
| ۲۰۱۹      | سلسله                           | اشلی کانینگهام | نقش تکراری (فصل ۲–۳)       |
| ۲۰۲۰      | بهترین لس آنجلس                 | اما میچل       | نقش تکراری (فصل ۲)         |
| ۲۰۲۱      | Magnum PI                       | ارین بیتس      | فصل ۳ قسمت ۱۰              |

### به عنوان یک تهیه‌کننده
| سال  | عنوان        | یادداشت                               |
| ---- | ------------ | ------------------------------------- |
| ۲۰۱۶ | Les Falaises | فیلمبرداری در نرماندی فرانسه          |
| ۲۰۱۷ | هلن تروی     | در فرانسه و نیویورک فیلمبرداری شده‌است |

## جوایز و نامزدها
| سال  | جایزه                           | دسته‌بندی                                           | کار کنید   | نتیجه |
| ---- | ------------------------------- | -------------------------------------------------- | ---------- | ----- |
| ۲۰۰۹ | خانم نوجوان ایالات متحده آمریکا | مسابقه دوشیزه نیویورک نوجوانان ایالات متحده آمریکا | شرکت کننده | برنده |